# Myalup
Myalup is een kustplaats in de regio South West in West-Australië.

## Geschiedenis
In 1836 tekende luitenant Bunbury de naam 'Miellup' op voor een in de kuststreek gelegen moeras, en in 1849 een landmeter de naam 'Myerlup' voor datzelfde moeras.
Kapitein George Grey deed de kuststreek in 1839 aan, op zoek naar de verloren gelopen George Eliot, 'Resident Magistrate of Bunbury'. De families Crampton en Manning deden er in de tweede helft van de 19e eeuw aan landbouw. Begin jaren 1920 begon Mrs Roesner uit Harvey in een tinnen hut 'Mrs Roesner’s Tea Rooms', aan 'Myalup Beach'. Ernest Manning probeerde in de jaren 1920-30 een schooltje in Myanup op te starten doch slaagde daar niet in.
In de jaren 1920-30 werden er voor in de bosbouw werkzame arbeiders een aantal houten huisjes gebouwd. Ze werden tot de jaren 1990 door het departement natuurbehoud gebruikt, en vervolgens als vakantiebungalows.
Naar aanleiding van de crisis van de jaren 30 werd in het kader van een tewerkstellingsproject een kanaal gegraven tussen Myalup en Harvey. Het kanaal diende de regen af te voeren om de overstroming van de kustvlakte tegen te gaan. Een duizendtal tewerkgestelden leefden in tenten. Ze werkten slechts een tweetal dagen per week om zoveel mogelijk mensen werk te bezorgen.
Tijdens de Tweede Wereldoorlog plaatste het leger kustwachten in Myanup. In 1950 vestigden John en Betty Callegari een kiosk aan het strand waar ze onder meer ijs verkochten. Later in de jaren 1950 kochten ze 'Mrs Roesner’s Tea Rooms'. Van 1960 tot 1968 baatten ze er een camping uit.
In 1972 werd Myalup na de vraag om bouwkavels in de kuststreek officieel gesticht. De naam is afgeleid van de aboriginesnaam voor het nabijgelegen moeras.
Het kustplaatsje was lang enkel bekend bij de inwoners van Harvey. Langzaamaan raakte het echter ook bekend bij de stadsbewoners. Daardoor ontstond druk om Myalup verder te ontwikkelen en steeg het inwonersaantal.

## Beschrijving
Myalup maakt deel uit van het lokale bestuursgebied (LGA) Shire of Harvey, waarvan Harvey de hoofdplaats is.
In 2021 telde Myalup 344 inwoners.
Het nationaal park Yalgorup en Lake Preston grenzen aan Myalup.

## Ligging
Myalup ligt nabij de Old Coast Road, tegenwoordig de 'Forrest Highway', 140 kilometer ten zuiden van de West-Australische hoofdstad Perth, 40 kilometer ten noorden van Bunbury en iets meer dan 20 kilometer ten westen van Harvey.

## Links
- (en) Shire of Harvey
- (en) Harvey History Online

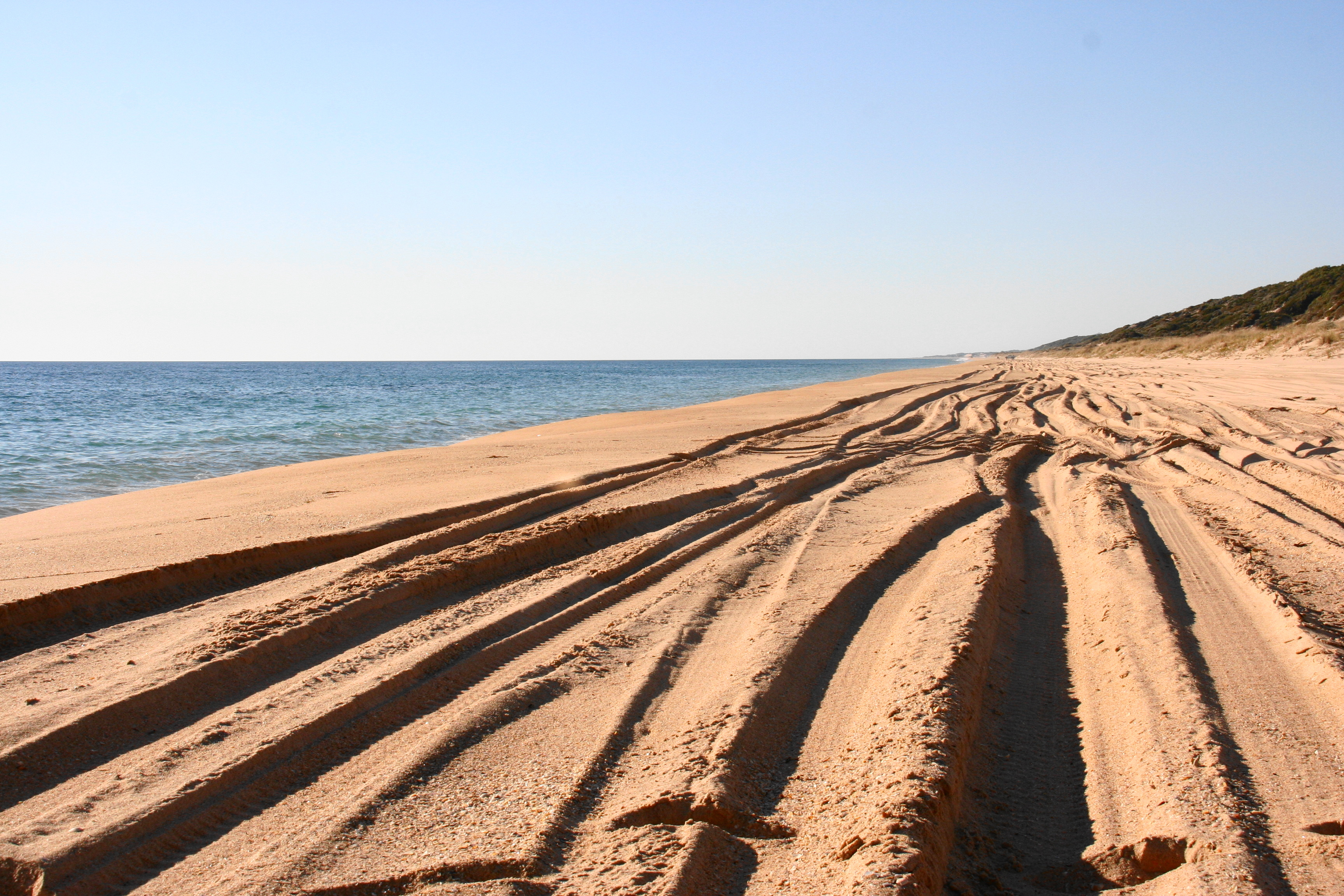
'Myalup Beach'
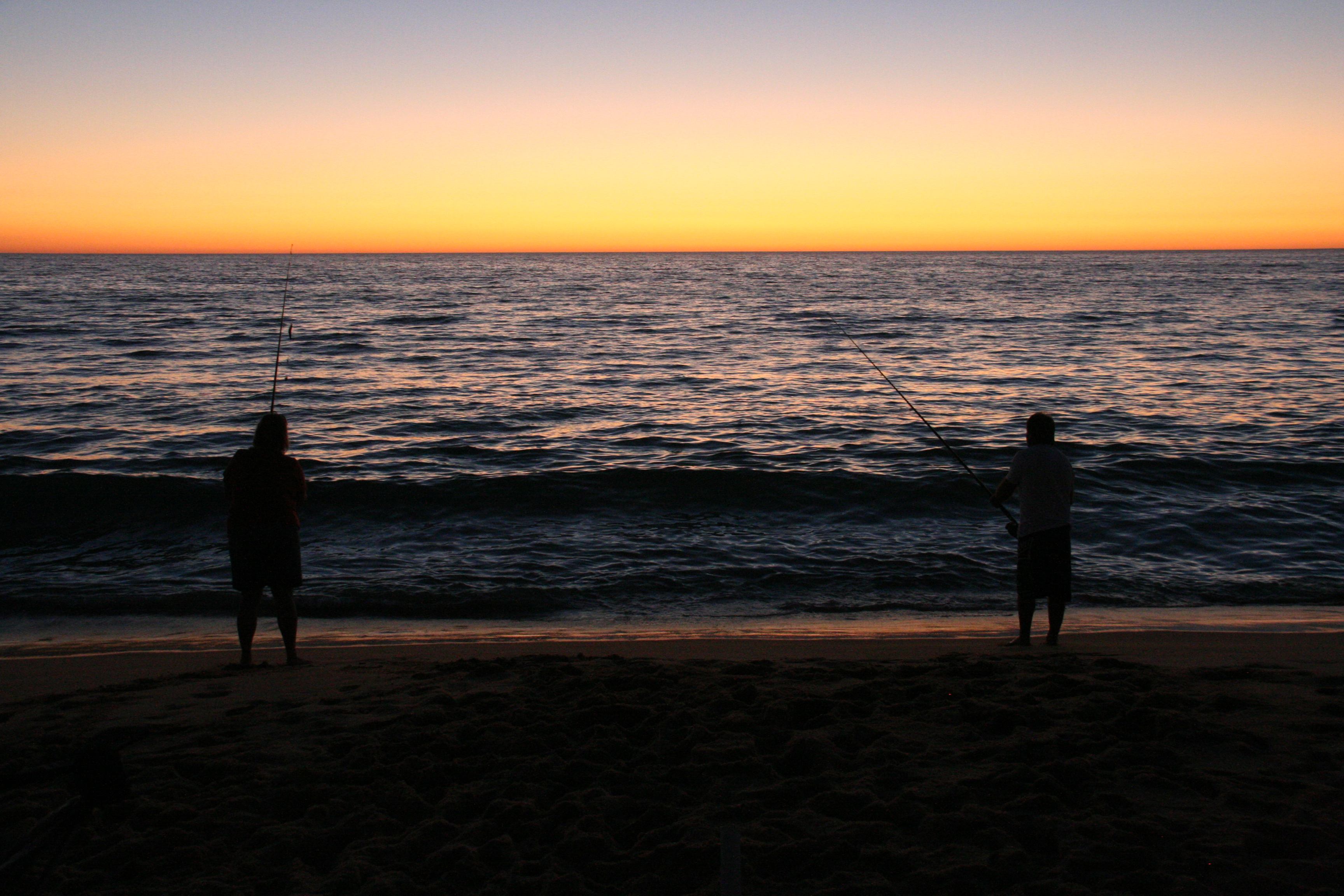
'Myalup Beach' bij valavond

Acton Park · Alexandra Bridge · Allanson · Augusta · Balingup · Benger · Binningup · Boyanup · Boyup Brook · Bramley · Bridgetown · Brookhampton · Brunswick Junction · Bunbury · Burekup· Busselton · Capel · Carbunup River · Chowerup · Collie · Cookernup · Cowaramup · Cundinup · Dardanup · Deanmill · Dingup · Dinninup · Donnelly River · Donnybrook · Dunsborough · Elgin · Ferguson · Forest Grove · Forrest Beach · Gnarabup · Gracetown · Greenbushes · Harvey · Hester · Jardee · Jarrahwood · Karridale · Kirup · Kudardup · Kulikup · Ludlow · Manjimup · Margaret River · Mayanup · Metricup · Mullalyup · Myalup · Nannup · Northcliffe · Nyamup · Pemberton · Peppermint Grove Beach · Prevelly · Quindalup · Quinninup · Roelands · Rosa Brook · Shotts · Stratham · Uduc · Vasse · Walpole · Waterloo · Wilga · Windy Harbour · Witchcliffe · Wilyabrup · Wokalup · Wonnerup · Worsley · Yallingup · Yalup Brook · Yarloop · Yoongarillup · Yornup